# NGC 2569
NGC 2569 este o astrophysical x-ray source⁠(d) situată în constelația Racul. A fost descoperită în 19 februarie 1862 de către Heinrich Louis d'Arrest. Se află la o distanță de 73,2 de megaparseci de Pământ.